# الكور (آثار)
تعتبر معلمة الكور بجماعة ايت بوبيدمان إقليم الحاجب وبالضبط بمنطقة سوق الكور، وهو من أقدم واعرق المعالم التاريخية في الإقليم.
حسب المؤرخ وعالم الآثار الفرنسى كابريال كامبس، فإن معلمة الكور الاترية هي ضريح أمازيغي يعود تاريخه إلى القرن الرابع قبل الميلاد.

## الوصف
هو نصب تذكارى ذو طابع جنائزى والمعروف في المراجع التاريخية المغربية بضريح الكور، وهو صنف من القبور ينتمي للجثوات الاصطناعية المشكلة من الحجارة، يعرف علميا باسم البازينا التي تعني المعالم الدائرية ذات الأبراج المبنية بالحجارة الكبيرة المقطوعة والمرصوصة بعناية.
ونظرا لشكله المكون من كتل حجرية منحوتة ومرتبة بانتظام على بعضها البعض في شكل طبقات دائرية.
 يعتقد أنه خاص بأمير أو رئيس أو امير أحد القبائل القديمة، حسب المؤرخ غابريال كامبس، ومن خلال الحفريات التي قام بها سنة 1959 اكد ان المعلمة هي ضريح أمازيغي.

## التراث العالمي
تمكن المغرب من تسجيل العديد من المواقع في لائحة التراث العالمي، ومن بينها موقع الكور الذي انضم إلى «قائمة مواقع التراث العالمي في المغرب» سنة 1995. ضمن القائمة الارشادية المؤقتة لمواقع التراث العالمي، أو القائمة المؤقتة لمواقع التراث العالمي (بالإنجليزية Tentative List)، هي جرد لخصائص موقع ما لكل دولة على حدى التي تعتزم كل دولة طرف أن تنظر في ترشيحها. وهي خطوة ضرورية لولوج اللائحة الرسمية لمواقع التراث العالمي حسب اليونسكو، يتم المصادقة عليها من طرف لجنة التراث العالمي.
جيث تهدف وزارة الثقافة ووزارة السياحة المغربية إلى إدراج هذه المواقع الأثرية إلى اللائحة الأصلية ك«تراث إنساني عالمي» في المستقبل القريب، وذلك بعد إعداد الملف من كافة الجوانب. ومن بين أبرز المواقع التي أدرجت على القائمة المؤقتة نجد موقع الكور الأثري.